# Junkers Ju 46
El Junkers Ju 46 fue un hidroavión monomotor biplaza construido por la compañía Junkers-Flugzeugwerk AG específicamente para ser lanzado mediante una catapulta instalada en un trasatlántico. Desarrollo del Junkers W 34, fue construido para el servicio de correo establecido por la aerolínea Luft Hansa  sobre el Océano Atlántico establecido durante el periodo de entreguerras. Los primeros modelos de producción se entregaron en 1932 y reemplazaron al Heinkel He 58, que, junto con el Heinkel He 12, habían sido pioneros en estos vuelos de entrega de correo desde un buque a tierra.

## Desarrollo
En 1932, Deutsche Luft Hansa revisó el diseño del Junkers W 34 que ya operaba en un importante número, para su utilización especial en vuelos postales realizados desde los transatlánticos de la naviera Norddeutscher Lloyd, SS Europa y SS Bremen. Estos vuelos postales ya se realizaban desde el verano de 1929 con hidroaviones Heinkel He 12 y Heinkel He 58. Se instalaron catapultas Heinkel K impulsadas por aire comprimido a bordo de los dos buques, desde los cuales se lanzó el avión con carga postal a unos 1000 km de la costa. Estos avanzados vuelos postales redujeron el tiempo de viaje del correo en aproximadamente un día. En 1932, Luft Hansa buscaba diseños de aviones más modernos para estos cometidos. 
Dada la buena experiencia obtenida operando con el W 34, solicitaron a Junkers una versión reforzada del modelo, modificado para lanzamientos con catapulta. Los diseñadores Zindel y Pohlmann comenzaron el diseño bajo la designación Junkers Ju 46.

## Descripción
El avión, externamente, era casi idéntico al W 34,un monoplano de ala baja cantilever, derivado del Junkers F 13 de 1919 y que como su famoso predecesor estaba construido totalmente en metal con su peculiar revestimiento en duraluminio corrugado, excepto por la revisada unidad de cola; en comparación con el W 34, éste llevaba un timón de cuerda más ancha con un borde de fuga más redondeado y una parte superior notablemente cuadrada. Esta revisión mejoró el control de la aeronave durante el lanzamiento a baja velocidad. Los aviones utilizados para este cometido estaban configurados como hidroaviones, aunque algunos Ju 46 se utilizaron con tren de aterrizaje de ruedas fijo y patín de cola en algún momento de sus carreras. Se suministraron un total de cinco aviones, según los registros civiles reconstruidos. Inicialmente, los Ju 46 fueron equipados con un motor radial BMW Hornet C de 600 hp (441  kW) que fue reemplazado gradualmente en las cinco unidades construidas por el más moderno y potente BMW 132. 

## Historial operativo
Se operaron cuatro hidroaviones en el servicio de enlace postal a través del Océano Atlántico embarcados a bordo de los transatlánticos de la naviera Norddeutscher Lloyd, Europa y Bremen. Cada avión estaba asociado con su barco y llevaba su nombre. Los primeros D-2271 Bremen y D-2244 Europa eran de la variante Ju 46fi y comenzaron a operar en 1932; tres aparatos más, Ju 46hi, se unieron a ellos a mediados de 1933, uno de los cuales (D-2419, D-UGUS, D-OLMI, PP-CBK) fue construido como respaldo de los otros y solo se usó como avión terrestre.
Ambos barcos habían sido equipados con catapultas Heinkel K impulsadas por aire comprimido para este propósito. Estas catapultas podían acelerar el avión con un peso de 3200 kg con correo y combustible a una velocidad de 110 km/h en una distancia de solo 20 m. El despegue de estas aeronaves, pintadas de color rojo brillante para que los aviones de rescate pudieran detectarlas fácilmente en caso de amerizajes de emergencia, siempre fue una atractiva experiencia para los pasajeros. El lanzamiento realizado a una distancia de aproximadamente 1200 km (750 millas) del destino permitió entregar el correo unas 24 horas antes del atraque de la nave nodriza. En los cruces hacia el oeste, volaron a Nueva York; hacia el este hasta Southampton, donde repostaban, continuando hasta Bremen. Estas actividades se iniciaron a partir de abril de 1932 y se limitaron a causa del clima únicamente a los meses de verano. Después de finalizar su servicio con Deutsche Luft Hansa, dos de los Ju 46 volaron con la aerolínea de bandera brasileña con capital alemán Condor Syndikat.
| Versión         | Registro                                 | Historia |
| --------------- | ---------------------------------------- | --- |
| Junkers Ju 46fi | D-2244 Europa D-UKOV Mars                | Registrado por primera por Luft Hansa en marzo de 1932. Embarcado en el trasatlántico SS Europa desde el 9 de mayo de 1932 hasta el 1 de octubre de 1933. Reconstruido a finales de 1933 como avión terrestre y desde el 20 de marzo de 1934 registrado como D-UKOV "Mars" para nuevo servicio con Luft Hansa. |
| Junkers Ju 46fi | D-2271 Bremen / Hamburg PP-CAU Tocantins | Registrado a nombre de Deutsche Luft Hansa en julio de 1932 como avión terrestre. En mayo de 1933 reconstruido como hidroavión con matrícula D-2271. Embarcado en el vapor SS Bremen del 6 de junio al 10 de octubre de 1933. Renombrado a finales de 1933 como Hamburg. A principios de 1934 fue reconstruido como avión terrestre y vendido a Condor Syndikat, Brasil, matrícula PP-CAU Tocantins. Se estrelló el 5 de febrero de 1936 cerca de Aquidauana, Mato Grosso del Sur.                               |
| Junkers Ju 46hi | D-3411 Jupiter D-UBUS Europa             | Registrado a nombre de Luft Hansa en marzo de 1934 como D-3411 Jupiter; vuelto a registrar el día 20 como D-UBUS Europa y embarcado en el trasatlántico SS Europa. Después de la temporada como avión embarcado, se utilizó como avión postal. En 1939 es vendido a Hansa Flugdienst y finalmente transferido a la Luftwaffe en septiembre del mismo año. |
| Junkers Ju 46hi | D-2491 Sirius D-UHYL Bremen D-OBRA       | Registrado en Deutsche Luft Hansa en junio de 1933 como avión terrestre, reconstruido en hidroavión a principios de 1933. Desde el 20 de marzo de 1934. Registrado como D-UHYL Bremen. Embarcado en el SS Bremen entre el 7 de mayo de 1934 y el 9 de octubre de 1935. Operado por Luft Hansa como avión postal entre los estados bálticos . Vendido a Hansa Flugdienst y volando a los centros turísticos en las costas del Báltico desde 1937 hasta 1939. Es transferido a la Luftwaffe en septiembre de 1939. |
| Junkers Ju 46hi | D-2419 D-UGUS D-OLMI PP-CBK              | Construido como suplente para los otros embarcados, sólo como avión terrestre. Registrado en Luft Hansa en mayo de 1933 como D-2419 Mars y utilizado como avión postal. El registro cambió el 20 de marzo de 1934 a D-UGUS Jupiter, cambió nuevamente en 1938 a D-OLMP usándose todavía como correo aéreo. Vendido a Condor Syndikat, registro PP-CBK Tingua se perdió en un accidente en el Rio das Contas el 10 de junio de 1945.                                                                              |

## Especificaciones técnicas (Ju 46hi)

### Características generales
- Tripulación: 2 (piloto y radio navegante)
- Carga: correo
- Longitud: 11,06 m
- Envergadura: 17,8 m
- Altura: 3,90 m
- Superficie alar: 46,00 m²
- Perfil alar: Göttingen 256[4]
- Peso vacío: 1980 kg
- Peso máximo al despegue: 3200 kg

- Planta motriz: 1× radial de 9 cilindros refrigerado por aire BMW 132 E.
  - Potencia: 480 kW (662 HP; 653 CV)
- Hélices: 1× bipala de paso controlable por motor.

### Rendimiento
- Velocidad nunca excedida (Vne): 230 km/h
- Velocidad crucero (Vc): 200 km/h
- Alcance: 1700 km
- Techo de vuelo: 4240 m (13910 pies)
- Régimen de ascenso: 1000 m (3281 pies) en 3 min 24 seg
- Carga alar: 72,8 kg/m²
- Potencia/peso: 0,1516 kW/kg (0,0922 hp/lb)

## Versiones
Ju 46fi
Avión de catapulta equipado con un motor BMW Hornet C de 600 hp (441  kW), el Pratt & Whitney R-1690 Hornet construido bajo licencia por B.M.W. (2 uds.)
Ju 46hi
Como la versión anterior motorizada con BMW 132 de 650 hp (480 kW). Dos ejemplares propulsados temporalmente con Pratt & Whitney T2D1 de 630 hp. (3 uds.)

## Usuarios
Alemania
- Deutsche Luft Hansa
- Luftwaffe
- Hansa Flugdienst

 Brasil
- Condor Syndikat[5]